# Михеевка (Челябинская область)
Михе́евка — посёлок в Миасском городском округе Челябинской области.

## География
Расположен на берегу реки Куштумги. Расстояние до Миасса — 10 км.

## Население
| 2002 | 2010 |
| ---- | ---- |
| 73   | ↗89  |

По данным Всероссийской переписи, в 2010 году численность населения посёлка составляла 89 человек (47 мужчин и 42 женщины).

## Улицы
Уличная сеть посёлка состоит из 6 улиц и 2 переулков.